# Campionati nordici di lotta 1981
I campionati nordici di lotta 1981 si sono svolti a Pyhäjärvi, in Finlandia. 

## Podi

### Lotta greco-romana
| Evento        | Oro              | Argento            | Bronzo              |
| Fino a 48 kg  | Lars Rønningen   | Kent Andersson     | Finn Hansen         |
| Fino a 52 kg  | Reijo Haaparanta | Mikael van Ampt    | Kjell Y. Karlsen    |
| Fino a 57 kg  | Kari Keskinen    | Ronny Sigde        | Bjarne Nielsen      |
| Fino a 62 kg  | Benni Ljungbeck  | Pekka Vehvilaeinen | Morten Brekke       |
| Fino a 68 kg  | Gerry Svensson   | Mikka Viskari      | Atle Stoeve         |
| Fino a 74 kg  | Tapio Sipilä     | Trond Kvalheim     | Magnus Fredriksson  |
| Fino a 82 kg  | Klaus Mysen      | Jari Salomaeki     | Sören Claeson       |
| Fino a 90 kg  | Frank Andersson  | Jarmo Övermark     | Pal Berger          |
| Fino a 100 kg | Keijo Manni      | Roger Oeberg       | Geir E. Sabel Olsen |
| Oltre 100 kg  | Tomas Johansson  | Oiva Kaakko        | Bjoern Pedersen     |